# Stanislav Geltsjinski
Stanislav Jakovlevitsj Geltsjinski (Russisch: Станислав_Яковлевич Гельчинский) (Leningrad, 6 oktober 1935 - Sint-Petersburg, 1 mei 2004) was een voormalig basketbalcoach die uitkwam voor verschillende basketbalteams in de Sovjet-Unie en Rusland. Kreeg de onderscheiding Geëerde coach van de Sovjet-Unie in 1976. Hij werd Meester in de sport van Rusland, Internationale Klasse en kreeg de Medaille voor Voortreffelijke Prestaties tijdens de Arbeid.

## Carrière
Geltsjinski werd coach van Troed Leningrad in 1950. In 1961 werd hij hoofdcoach van Spartak Leningrad. Geltsjinski werd met Spartak één keer landskampioen van de Sovjet-Unie in 1974. Hij werd tweede in 1970, 1971, 1972, 1973, 1975 en derde in 1976. Ook won Geltsjinski vier keer de Ronchetti Cup in 1972, 1973, 1974 en 1975. In 1979 werd hij coach van COSFAB in Madagaskar. In 1983 werd hij coach van Volna Sint-Petersburg. Met dat team werd hij derde in 2000 om het Landskampioenschap van Rusland. In 2003 stopte hij als basketbalcoach.

## Privé
Geltsjinski was getrouwd met basketbalspeelster en coach Nadezjda Zacharova. Hij leed aan een zeldzame vorm van Diabetes.

## Erelijst
- Landskampioen Sovjet-Unie: 1
  - Winnaar: 1974
  - Tweede: 1970, 1971, 1972, 1973, 1975
  - Derde: 1976
- Landskampioen Rusland:
  - Derde: 2000
- Women Basketball European Cup Winners' Cup / European Cup Liliana Ronchetti: 4
  - Winnaar: 1972, 1973, 1974, 1975